# 2012-es Formula–1 indiai nagydíj
Az indiai nagydíj volt a 2012-es Formula–1 világbajnokság tizenhetedik futama, melyet 2012. október 26. és október 28. között rendeztek meg a Buddh International Circuiten.

## Szabadedzések

### Első szabadedzés
Az indiai nagydíj első szabadedzését október 26-án, pénteken délelőtt tartották.
| helyezés | versenyző           | csapat/motor         | elért idő | különbség | futott kör |
| -------- | ------------------- | -------------------- | --------- | --------- | ---------- |
| 1        | Sebastian Vettel    | Red Bull-Renault     | 1:27,619  | −         | 22         |
| 2        | Jenson Button       | McLaren-Mercedes     | 1:27,929  | +0,310    | 22         |
| 3        | Fernando Alonso     | Ferrari              | 1:28,044  | +0,425    | 24         |
| 4        | Lewis Hamilton      | McLaren-Mercedes     | 1:28,046  | +0,427    | 25         |
| 5        | Mark Webber         | Red Bull-Renault     | 1:28,175  | +0,556    | 22         |
| 6        | Nico Rosberg        | Mercedes             | 1:28,447  | +0,828    | 25         |
| 7        | Felipe Massa        | Ferrari              | 1:28,542  | +0,923    | 24         |
| 8        | Michael Schumacher  | Mercedes             | 1:28,993  | +1,374    | 23         |
| 9        | Daniel Ricciardo    | Toro Rosso-Ferrari   | 1:29,204  | +1,585    | 24         |
| 10       | Kimi Räikkönen      | Lotus-Renault        | 1:29,291  | +1,672    | 24         |
| 11       | Valtteri Bottas     | Williams-Renault     | 1:29,691  | +2,072    | 26         |
| 12       | Paul di Resta       | Force India-Mercedes | 1:29,760  | +2,141    | 23         |
| 13       | Kobajasi Kamui      | Sauber-Ferrari       | 1:29,802  | +2,183    | 18         |
| 14       | Nico Hülkenberg     | Force India-Mercedes | 1:29,850  | +2,231    | 19         |
| 15       | Romain Grosjean     | Lotus-Renault        | 1:29,895  | +2,276    | 19         |
| 16       | Pastor Maldonado    | Williams-Renault     | 1:30,041  | +2,422    | 26         |
| 17       | Jean-Éric Vergne    | Toro Rosso-Ferrari   | 1:30,401  | +2,782    | 23         |
| 18       | Vitalij Petrov      | Caterham-Renault     | 1:30,630  | +3,011    | 24         |
| 19       | Giedo van der Garde | Caterham-Renault     | 1:30,896  | +3,277    | 20         |
| 20       | Esteban Gutiérrez   | Sauber-Ferrari       | 1:31,212  | +3,593    | 29         |
| 21       | Charles Pic         | Marussia-Cosworth    | 1:31,903  | +4,284    | 22         |
| 22       | Narain Karthikeyan  | HRT-Cosworth         | 1:32,125  | +4,506    | 24         |
| 23       | Timo Glock          | Marussia-Cosworth    | 1:32,369  | +4,750    | 19         |
| 24       | Pedro de la Rosa    | HRT-Cosworth         | 1:32,859  | +5,240    | 13         |

### Második szabadedzés
Az indiai nagydíj második szabadedzését október 26-án, pénteken délután tartották.
| helyezés | versenyző          | csapat/motor         | elért idő | különbség | futott kör |
| -------- | ------------------ | -------------------- | --------- | --------- | ---------- |
| 1        | Sebastian Vettel   | Red Bull-Renault     | 1:26,221  | −         | 35         |
| 2        | Mark Webber        | Red Bull-Renault     | 1:26,339  | +0,118    | 33         |
| 3        | Fernando Alonso    | Ferrari              | 1:26,820  | +0,599    | 34         |
| 4        | Nico Rosberg       | Mercedes             | 1:27,022  | +0,801    | 38         |
| 5        | Kimi Räikkönen     | Lotus-Renault        | 1:27,030  | +0,809    | 40         |
| 6        | Lewis Hamilton     | McLaren-Mercedes     | 1:27,131  | +0,910    | 38         |
| 7        | Jenson Button      | McLaren-Mercedes     | 1:27,182  | +0,961    | 24         |
| 8        | Nico Hülkenberg    | Force India-Mercedes | 1:27,233  | +1,012    | 37         |
| 9        | Romain Grosjean    | Lotus-Renault        | 1:27,397  | +1,176    | 36         |
| 10       | Bruno Senna        | Williams-Renault     | 1:27,738  | +1,517    | 36         |
| 11       | Paul di Resta      | Force India-Mercedes | 1:28,004  | +1,783    | 32         |
| 12       | Sergio Pérez       | Sauber-Ferrari       | 1:28,178  | +1,957    | 39         |
| 13       | Michael Schumacher | Mercedes             | 1:28,222  | +2,001    | 37         |
| 14       | Daniel Ricciardo   | Toro Rosso-Ferrari   | 1:28,239  | +2,018    | 37         |
| 15       | Felipe Massa       | Ferrari              | 1:28,296  | +2,075    | 23         |
| 16       | Kobajasi Kamui     | Sauber-Ferrari       | 1:28,455  | +2,234    | 40         |
| 17       | Pastor Maldonado   | Williams-Renault     | 1:28,596  | +2,375    | 38         |
| 18       | Jean-Éric Vergne   | Toro Rosso-Ferrari   | 1:29,167  | +2,946    | 35         |
| 19       | Heikki Kovalainen  | Caterham-Renault     | 1:29,320  | +3,099    | 43         |
| 20       | Vitalij Petrov     | Caterham-Renault     | 1:29,606  | +3,385    | 22         |
| 21       | Pedro de la Rosa   | HRT-Cosworth         | 1:30,950  | +4,729    | 22         |
| 22       | Timo Glock         | Marussia-Cosworth    | 1:31,113  | +4,892    | 35         |
| 23       | Narain Karthikeyan | HRT-Cosworth         | 1:31,372  | +5,151    | 20         |
| 24       | Charles Pic        | Marussia-Cosworth    | 1:31,493  | +5,272    | 31         |

### Harmadik szabadedzés
Az indiai nagydíj harmadik szabadedzését október 27-én szombaton délelőtt tartották.
| helyezés | versenyző          | csapat/motor         | elért idő | különbség | futott kör |
| -------- | ------------------ | -------------------- | --------- | --------- | ---------- |
| 1        | Sebastian Vettel   | Red Bull-Renault     | 1:25,842  | −         | 20         |
| 2        | Jenson Button      | McLaren-Mercedes     | 1:26,034  | +0,192    | 17         |
| 3        | Mark Webber        | Red Bull-Renault     | 1:26,108  | +0,266    | 18         |
| 4        | Lewis Hamilton     | McLaren-Mercedes     | 1:26,151  | +0,309    | 21         |
| 5        | Kimi Räikkönen     | Lotus-Renault        | 1:26,209  | +0,367    | 22         |
| 6        | Bruno Senna        | Williams-Renault     | 1:26,214  | +0,372    | 24         |
| 7        | Fernando Alonso    | Ferrari              | 1:26,521  | +0,679    | 15         |
| 8        | Nico Hülkenberg    | Force India-Mercedes | 1:26,531  | +0,689    | 21         |
| 9        | Michael Schumacher | Mercedes             | 1:26,652  | +0,810    | 21         |
| 10       | Romain Grosjean    | Lotus-Renault        | 1:26,664  | +0,822    | 21         |
| 11       | Felipe Massa       | Ferrari              | 1:26,691  | +0,849    | 13         |
| 12       | Pastor Maldonado   | Williams-Renault     | 1:27,140  | +1,298    | 18         |
| 13       | Sergio Pérez       | Sauber-Ferrari       | 1:27,162  | +1,320    | 21         |
| 14       | Paul di Resta      | Force India-Mercedes | 1:27,193  | +1,351    | 22         |
| 15       | Nico Rosberg       | Mercedes             | 1:27,229  | +1,387    | 21         |
| 16       | Daniel Ricciardo   | Toro Rosso-Ferrari   | 1:27,374  | +1,532    | 21         |
| 17       | Jean-Éric Vergne   | Toro Rosso-Ferrari   | 1:27,711  | +1,869    | 20         |
| 18       | Kobajasi Kamui     | Sauber-Ferrari       | 1:27,983  | +2,141    | 19         |
| 19       | Heikki Kovalainen  | Caterham-Renault     | 1:29,035  | +3,193    | 20         |
| 20       | Vitalij Petrov     | Caterham-Renault     | 1:29,237  | +3,395    | 20         |
| 21       | Timo Glock         | Marussia-Cosworth    | 1:29,617  | +3,775    | 20         |
| 22       | Charles Pic        | Marussia-Cosworth    | 1:30,298  | +4,456    | 20         |
| 23       | Narain Karthikeyan | HRT-Cosworth         | 1:30,824  | +4,982    | 22         |
| 24       | Pedro de la Rosa   | HRT-Cosworth         | 1:30,873  | +5,031    | 22         |

## Időmérő edzés
Az indiai nagydíj időmérő edzését október 27-én, szombaton futották.
| helyezés              | rajtszám | versenyző          | csapat/motor         | 1. rész  | 2. rész  | 3. rész    | rajthely |
| --------------------- | -------- | ------------------ | -------------------- | -------- | -------- | ---------- | -------- |
| 1                     | 1        | Sebastian Vettel   | Red Bull-Renault     | 1:26,387 | 1:25,435 | 1:25,283   | 1        |
| 2                     | 2        | Mark Webber        | Red Bull-Renault     | 1:26,744 | 1:25,610 | 1:25,327   | 2        |
| 3                     | 4        | Lewis Hamilton     | McLaren-Mercedes     | 1:26,516 | 1:25,816 | 1:25,544   | 3        |
| 4                     | 3        | Jenson Button      | McLaren-Mercedes     | 1:26,564 | 1:25,467 | 1:25,649   | 4        |
| 5                     | 5        | Fernando Alonso    | Ferrari              | 1:26,829 | 1:25,834 | 1:25,773   | 5        |
| 6                     | 6        | Felipe Massa       | Ferrari              | 1:26,939 | 1:26,111 | 1:25,857   | 6        |
| 7                     | 9        | Kimi Räikkönen     | Lotus-Renault        | 1:26,740 | 1:26,101 | 1:26,236   | 7        |
| 8                     | 15       | Sergio Pérez       | Sauber-Ferrari       | 1:27,179 | 1:26,076 | 1:26,360   | 8        |
| 9                     | 18       | Pastor Maldonado   | Williams-Renault     | 1:26,048 | 1:25,983 | 1:26,713   | 9        |
| 10                    | 8        | Nico Rosberg       | Mercedes             | 1:26,458 | 1:25,976 | idő nélkül | 10       |
| 11                    | 10       | Romain Grosjean    | Lotus-Renault        | 1:26,897 | 1:26,136 |            | 11       |
| 12                    | 12       | Nico Hülkenberg    | Force India-Mercedes | 1:27,185 | 1:26,241 |            | 12       |
| 13                    | 19       | Bruno Senna        | Williams-Renault     | 1:26,851 | 1:26,331 |            | 13       |
| 14                    | 7        | Michael Schumacher | Mercedes             | 1:27,482 | 1:26,574 |            | 14       |
| 15                    | 16       | Daniel Ricciardo   | Toro Rosso-Ferrari   | 1:27,006 | 1:26,777 |            | 15       |
| 16                    | 11       | Paul di Resta      | Force India-Mercedes | 1:27,462 | 1:26,989 |            | 16       |
| 17                    | 14       | Kobajasi Kamui     | Sauber-Ferrari       | 1:27,517 | 1:27,219 |            | 17       |
| 18                    | 17       | Jean-Éric Vergne   | Toro Rosso-Ferrari   | 1:27,525 |          |            | 18       |
| 19                    | 21       | Vitalij Petrov     | Caterham-Renault     | 1:28,756 |          |            | 19       |
| 20                    | 20       | Heikki Kovalainen  | Caterham-Renault     | 1:29,500 |          |            | 20       |
| 21                    | 24       | Timo Glock         | Marussia-Cosworth    | 1:29,613 |          |            | 21       |
| 22                    | 22       | Pedro de la Rosa   | HRT-Cosworth         | 1:30,592 |          |            | 22       |
| 23                    | 23       | Narain Karthikeyan | HRT-Cosworth         | 1:30,593 |          |            | 23       |
| 24                    | 25       | Charles Pic        | Marussia-Cosworth    | 1:30,662 |          |            | 24       |
| 107%-os idő: 1:32,071 |          |                    |                      |          |          |            |          |
| Forrás:               |          |                    |                      |          |          |            |          |

## Futam
Az indiai nagydíj futama október 28-án, vasárnap rajtolt.
| helyezés | rajtszám | versenyző          | csapat/motor         | futott kör | idő/kiesés oka | rajthely | pont |
| -------- | -------- | ------------------ | -------------------- | ---------- | -------------- | -------- | ---- |
| 1        | 1        | Sebastian Vettel   | Red Bull-Renault     | 60         | 1:31:10,744    | 1        | 25   |
| 2        | 5        | Fernando Alonso    | Ferrari              | 60         | +9,437         | 5        | 18   |
| 3        | 2        | Mark Webber        | Red Bull-Renault     | 60         | +13,217        | 2        | 15   |
| 4        | 4        | Lewis Hamilton     | McLaren-Mercedes     | 60         | +13,909        | 3        | 12   |
| 5        | 3        | Jenson Button      | McLaren-Mercedes     | 60         | +26,266        | 4        | 10   |
| 6        | 6        | Felipe Massa       | Ferrari              | 60         | +44,674        | 6        | 8    |
| 7        | 9        | Kimi Räikkönen     | Lotus-Renault        | 60         | +45,227        | 7        | 6    |
| 8        | 12       | Nico Hülkenberg    | Force India-Mercedes | 60         | +54,998        | 12       | 4    |
| 9        | 10       | Romain Grosjean    | Lotus-Renault        | 60         | +56,103        | 11       | 2    |
| 10       | 19       | Bruno Senna        | Williams-Renault     | 60         | +1:14,975      | 13       | 1    |
| 11       | 8        | Nico Rosberg       | Mercedes             | 60         | +1:21,694      | 10       |      |
| 12       | 11       | Paul di Resta      | Force India-Mercedes | 60         | +1:22,815      | 16       |      |
| 13       | 16       | Daniel Ricciardo   | Ferrari-Ferrari      | 60         | +1:26,064      | 15       |      |
| 14       | 14       | Kobajasi Kamui     | Suaber-Ferrari       | 60         | +1:26,495      | 17       |      |
| 15       | 17       | Jean-Éric Vergne   | Toro Rosso-Ferrari   | 59         | +1 kör         | 18       |      |
| 16       | 18       | Pastor Maldonado   | Williams-Renault     | 59         | +1 kör         | 9        |      |
| 17       | 21       | Vitalij Petrov     | Caterham-Renault     | 59         | +1 kör         | 19       |      |
| 18       | 20       | Heikki Kovalainen  | Caterham-Renault     | 59         | +1 kör         | 20       |      |
| 19       | 25       | Charles Pic        | Marussia-Cosworth    | 59         | +1 kör         | 24       |      |
| 20       | 24       | Timo Glock         | Marussia-Cosworth    | 58         | +2 kör         | 21       |      |
| 21       | 23       | Narain Karthikeyan | HRT-Cosworth         | 58         | +2 kör         | 23       |      |
| 22       | 7        | Michael Schumacher | Mercedes             | 55         | sebességváltó  | 14       |      |
| ki       | 22       | Pedro de la Rosa   | HRT-Cosworth         | 42         | kicsúszás      | 22       |      |
| ki       | 15       | Sergio Pérez       | Sauber-Ferrari       | 20         | defekt         | 8        |      |
| Forrás:  |          |                    |                      |            |                |          |      |

## A világbajnokság élmezőnyének állása a verseny után
| H   | Versenyzők       | Pont | H   | Konstruktőrök        | Pont |
| --- | ---------------- | ---- | --- | -------------------- | ---- |
| 1.  | Sebastian Vettel | 240  | 1.  | Red Bull-Renault     | 407  |
| 2.  | Fernando Alonso  | 227  | 2.  | Ferrari              | 316  |
| 3.  | Kimi Räikkönen   | 173  | 3.  | McLaren-Mercedes     | 306  |
| 4.  | Mark Webber      | 167  | 4.  | Lotus-Renault        | 263  |
| 5.  | Lewis Hamilton   | 165  | 5.  | Mercedes             | 136  |
| 6.  | Jenson Button    | 141  | 6.  | Sauber-Ferrari       | 116  |
| 7.  | Nico Rosberg     | 93   | 7.  | Force India-Mercedes | 93   |
| 8.  | Romain Grosjean  | 90   | 8.  | Williams-Renault     | 59   |
| 9.  | Felipe Massa     | 89   | 9.  | STR-Ferrari          | 21   |
| 10. | Sergio Pérez     | 66   | 10. | Marussia-Cosworth    | 0    |

(A teljes táblázat)